# Álvaro Mendes

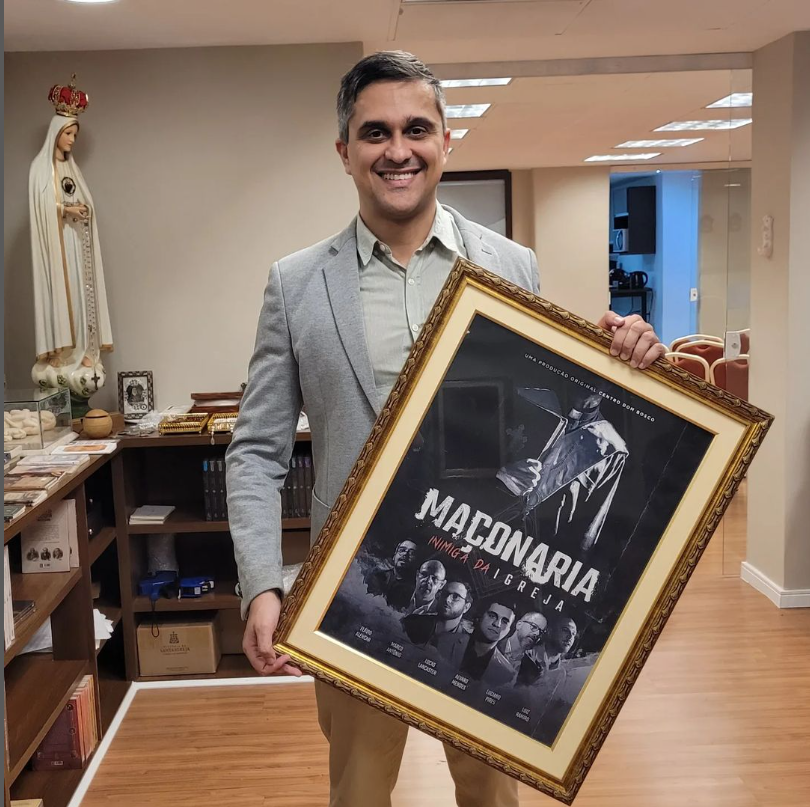
Presidente do Centro Dom Bosco, organização leiga católica, Álvaro Mendes é reconhecido como um dos principais expoentes do tradicionalismo católico no Brasil

Álvaro Alberto Ferreira Mendes Júnior é um economista, escritor, professor universitário e influencer católico brasileiro. Doutor em ciência econômicas pela Universidade Federal de Minas Gerais, Mendes tornou-se conhecido por sua atuação como presidente do Centro Dom Bosco - organização da qual foi um dos fundadores - por seu ativismo virtual em defesa da doutrina católica pré-Concílio Vaticano II, bem como de pautas caras ao conservadorismo político.
Opondo-se ao laicismo, à ideologia LGBT  e de gênero, à militância política de esquerda, ao feminismo, às Campanhas da Fraternidade pretéritas e aos movimentos e organizações que advogam a descriminalização do aborto, defendendo, além disso, a implantação, no Brasil, do reinado social de Cristo pela paulatina recristianização das instituições, Mendes ofereceu apoio crítico ao então presidente Jair Bolsonaro durante as eleições de 2022, elegendo-o como mal menor em referência a seu oponente, o presidente Luiz Inácio Lula da Silva. Na ocasião, o economista fora um dos responsáveis pela convocação de um rosário público na cidade de Aparecida do Norte, em súplica contra a vitória política do comunismo, supostamente consubstanciada no candidato petista. O ato foi amplamente noticiado pelos veículos de mídia, e o então presidente da República chegou a confirmar sua participação no evento, o que não se concretizou em virtude das críticas pela suposta instrumentalização do discurso religioso em torno de sua candidatura.
A convocação, por meios virtuais, de atos públicos em defesa de pautas caras à doutrina católica é, aliás, traço característico do atuação de Mendes frente ao Centro Dom Bosco,  havendo registro da organização de atos pela conversão das abortistas e pela conversão dos protestantes à fé católica. Em tempos recentes, o economista tem se dedicado, também, à produção midiática, tendo protagonizado o documentário Comunhão na mão, o triunfo da desobediência, em que advoga pela retorno da prática de receber o sacramento eucarístico em posição genuflexa e na boca.